# Broken Bracelet
Broken Bracelet – jest to pierwszy i niezależny album artystki Michelle Branch wydany w wytwórni Twin Dragon Records w 2000 roku.
Album został nagrany w dwa tygodnie. Historia powstania tego albumu jest dosyć dziwna. Kiedy Michelle miała 16 lat pojechała na koncert Lisy Loeb, po koncercie spotkała się z muzykiem Steve'em Poltzem. Dał on Branch bransoletkę i powiedział, że kiedy ona pęknie Michelle stanie się sławna. Stąd wzięła się również nazwa Albumu Broken Bracelet – Pęknięta bransoleta. Rok później Michelle podpisała kontrakt z wytwórnią Maverick Records i w 2001 roku wydana została płyta The Spirit Room.

## Lista piosenek
Cztery z jedenastu piosenek zostały powtórnie nagrane do Albumu The Spirit Room.
1. "If Only She Knew" – 4:18
2. "Sweet Misery" – 3:45
3. "Washing Machine" – 2:54
4. "I'd Rather Be in Love" – 3:57
5. "Paper Pieces" – 3:34
6. "Stewart's Coat" – 3:25
7. "I'll Always Be Right There" – 3:04
8. "Goodbye to You" – 3:50
9. "Second Chances" – 3:49
10. "Leap of Faith" – 4:09
11. "Sweet Misery" (acoustic) – 3:10